# Joanna Sikorska
Joanna Sikorska z domu Sobczak (ur. 25 grudnia 1990 we Włocławku) – polska siatkarka, grająca na pozycji atakującej bądź przyjmującej.

## Sukcesy klubowe
Mistrzostwo I ligi:
- 2017[9]
- 2018

Puchar Polski:
- 2023